# Ong vò vẽ
Vespa affinis là một loài ong bắp cày phổ biến ở châu Á các vùng nhiệt đới và cận nhiệt đới, nó được biết đến thông dụng với tên gọi ong vò vẽ.

## Đặc điểm
Ong vò vẽ là một loài ong bắp cày có kích thước từ nhỏ đến trung bình, với ong chúa dài tới 30 mm, ong đực 26 mm và ong thợ trung bình từ 22 đến 25 mm.

## Phân bố

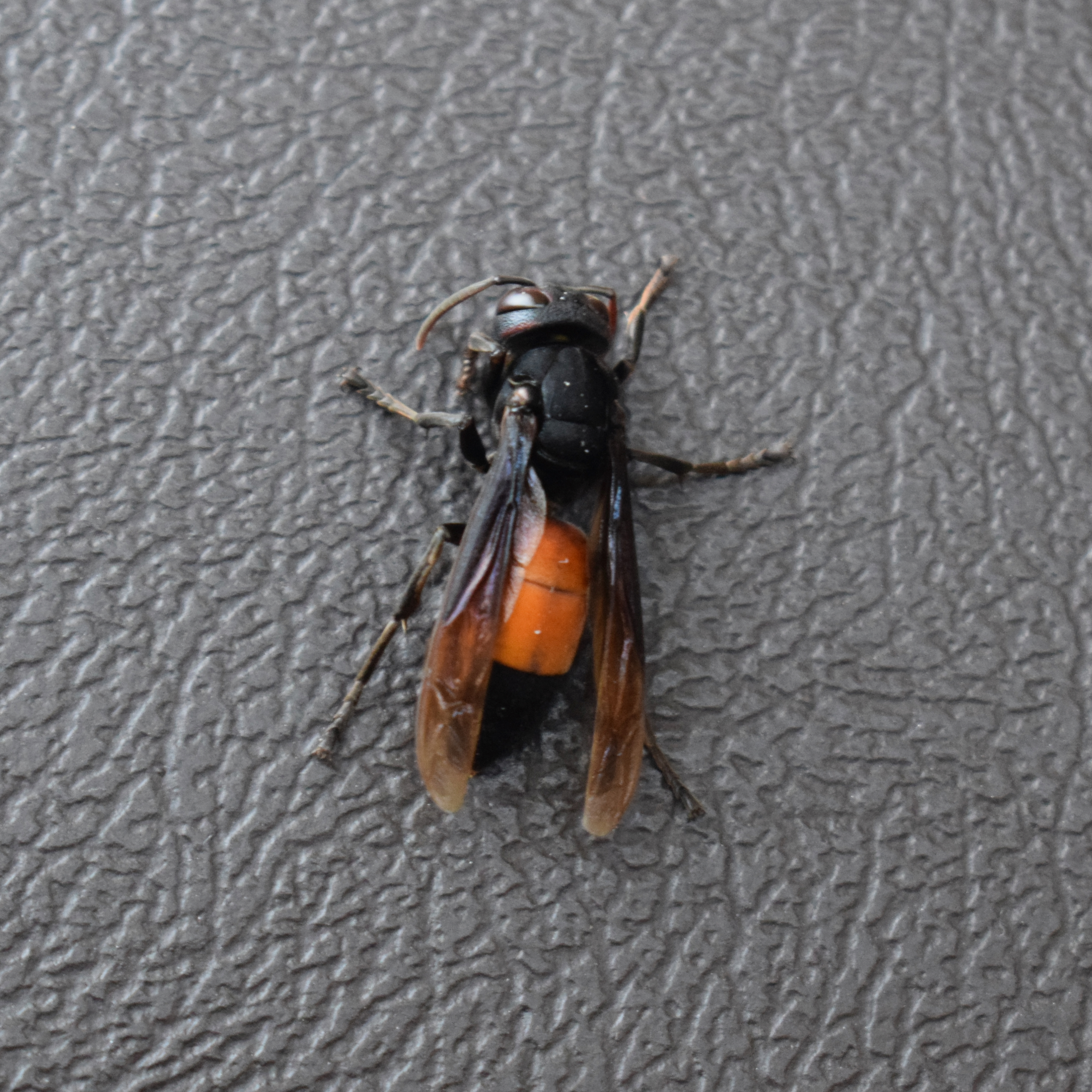
Hình ảnh Tawon Vespa.

Loài ong vò vẽ phổ biến khắp châu Á nhiệt đới và cận nhiệt đới. Nó được tìm thấy ở Sri Lanka, Hồng Kông, Đài Loan, Myanmar, Thái Lan, Lào, Việt Nam, Sumatra, Philippines (Palawan) và Malaysia.

## Hành vi

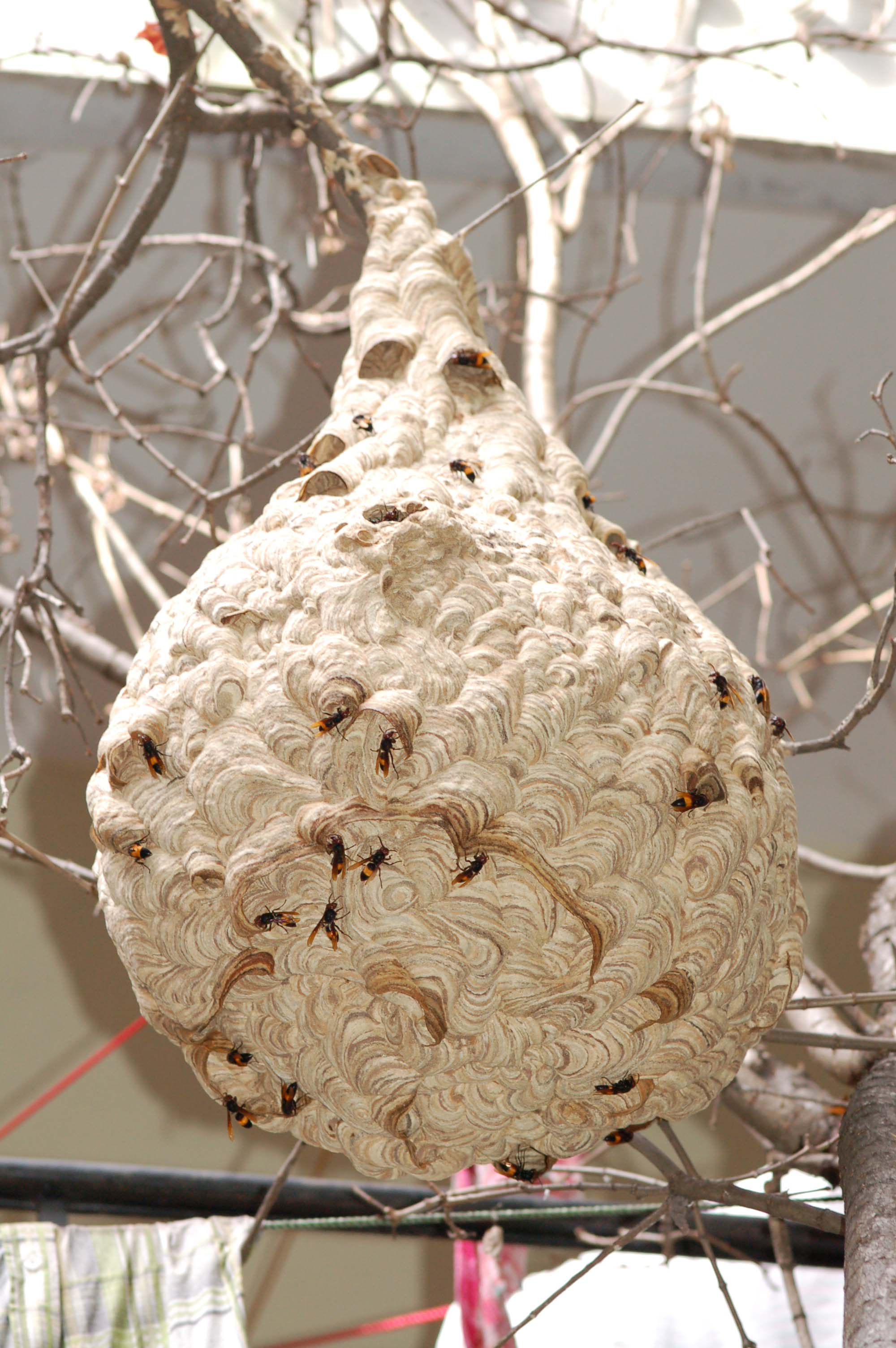
Một tổ ong vò vẽ ở Bangalore

Vespa affinis kiếm ăn gần mặt đất ở những khu vực cỏ, rừng và đất hoang. Nó có một chế độ ăn uống đa dạng, kết hợp cả carbohydrate như nhựa cây, mật hoa, trái cây và nước bọt của ấu trùng và thức ăn giàu protein như carrion, ong bắp cày (Polistinae) và ong mật (Apidae)). Chế độ ăn uống của nó chủ yếu bao gồm thức ăn lỏng như mật hoa từ hoa. Nó cũng ăn ong và lấy thịt từ côn trùng mới chết. Ở Singapore, nó săn những con ruồi bị thu hút bởi xác sống.
Tổ của những con Vespa affinis được xây dựng trên cây cao hoặc có thể ở các vị trí thấp hơn như trong bụi cây, mái nhà. Tổ được xây dựng trên cây cao thường dài. Ở các vùng nhiệt đới, tổ có hình quả lê hoặc hình giọt nước, nhưng ở vùng cận nhiệt đới, tổ có hình bầu dục với đỉnh tròn. Các tổ nhỏ có hình quả bóng với một lối vào bên cạnh trong khi các tổ lớn hơn dài theo chiều dọc và có thể có nhiều lối vào. Các tổ có một lớp vỏ mỏng với nhiều lớp hình tròn xếp chồng lên nhau. Nó có thể đạt hơn 60 cm chiều dài ở các vùng nhiệt đới.
Ong vò vẽ nổi tiếng vì hành vi hung hãn và vết chích mạnh mẽ, có khả năng gây sốc phản vệ đe dọa tính mạng.

## Vòng đời
Ở Hồng Kông cận nhiệt đới, ong chúa tỉnh dậy sau giấc ngủ đông vào tháng 4 thường chết vào cuối tháng 11 hoặc tháng 12. Ở các khu vực nhiệt đới, nó vẫn tồn tại quanh năm. Ở các khu vực nhiệt đới, ong vò vẽ được biết đến với sự xuất hiện của nhiều ong chúa và xây dựng bầy đàn, nơi một số ong chúa hoặc nhiều ong chúa với một bầy thợ từ tổ cũ bắt đầu một tổ mới cùng nhau.